# 舞松原駅
舞松原駅（まいまつばらえき）は、福岡県福岡市東区青葉二丁目と舞松原五丁目の間に位置する、九州旅客鉄道（JR九州）香椎線の駅である。駅番号はJD08。

## 歴史
- 1994年（平成6年）3月1日：開業[2]。
- 2000年（平成12年）6月12日：自動改札機を設置し、供用開始[3]。
- 2009年（平成21年）3月1日：ICカード「SUGOCA」の利用が可能となる[4]。
- 2015年（平成27年）3月14日：駅遠隔案内システム（Smart Support Station）「ANSWER」の導入に伴い無人化[5]。

## 駅構造
単式ホーム1面1線を有する無人駅。ホームは掘割部分に位置し、駅本屋はその上空に建てられているため橋上駅舎の構造である。
SUGOCAの利用が可能であり、チャージや無記名SUGOCAの発売も行っている。異常時には遠隔案内に対応する。

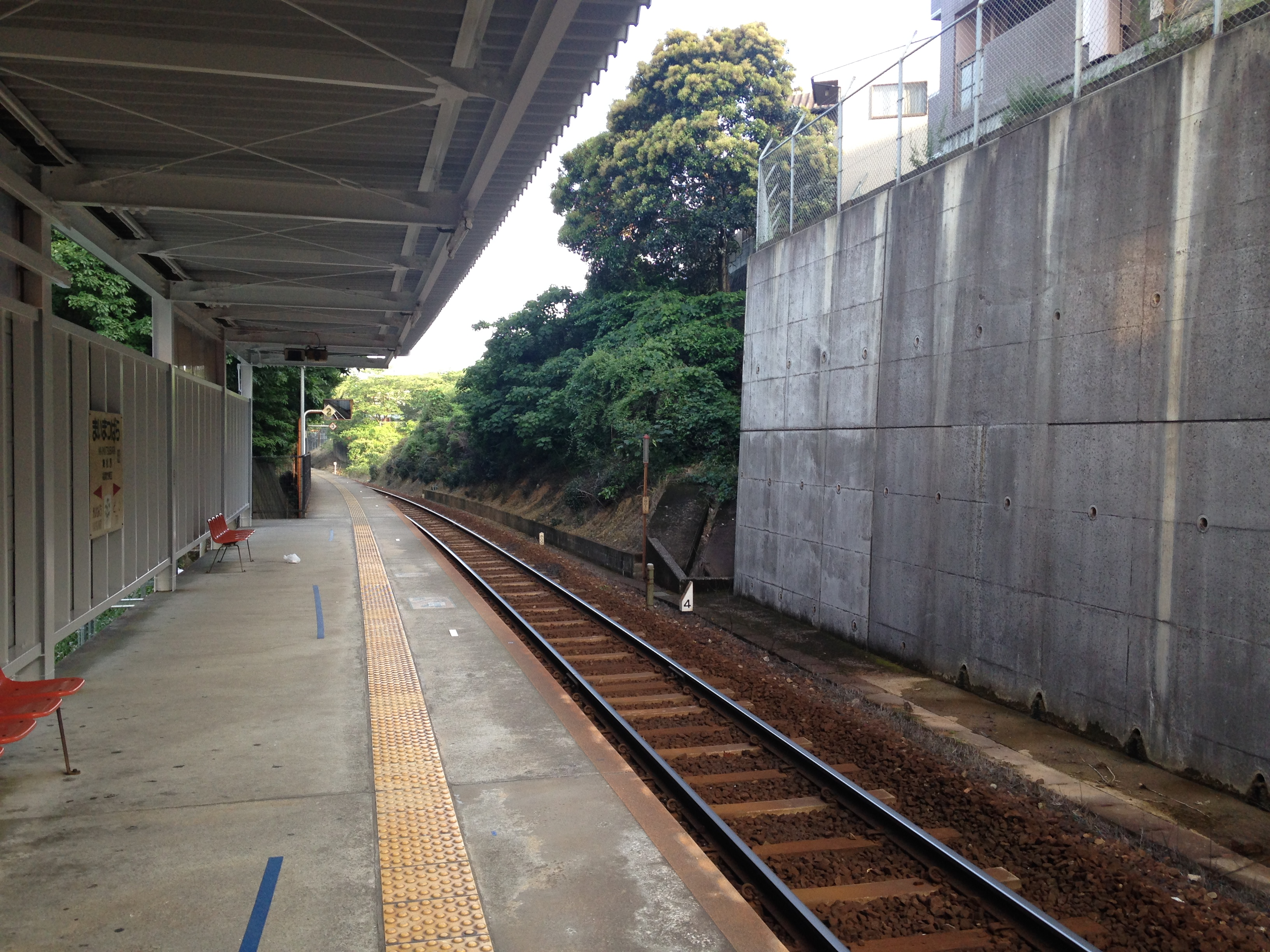
ホーム（2016年6月、土井方面）
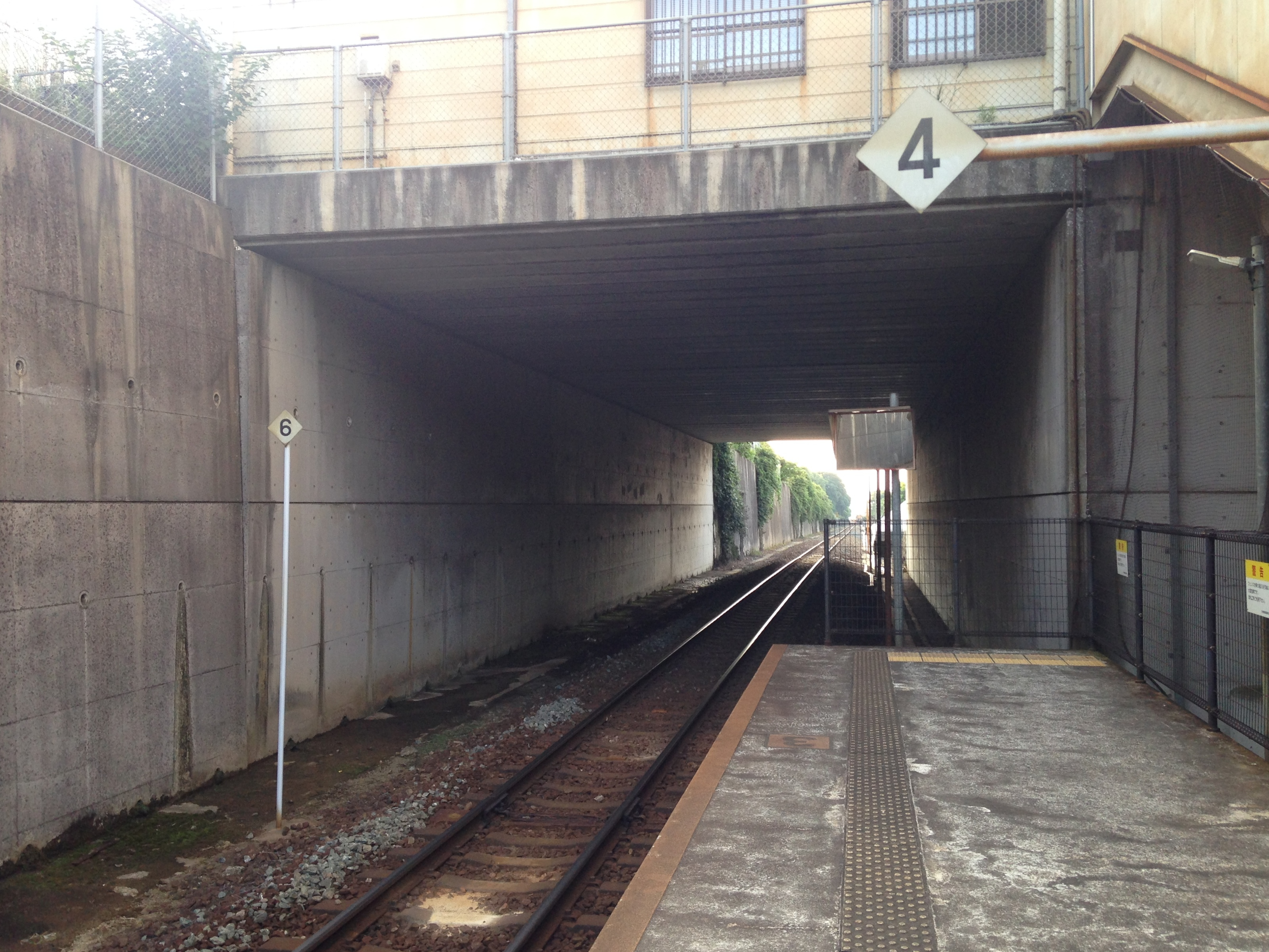
ホーム（2016年6月、香椎神宮方面）

## 利用状況
2020年（令和2年）度の1日平均乗車人員は806人であり、JR九州の駅としては第161位である。
近年の1日平均乗車人員は下表のとおりである。
| 年度               | 1日平均 乗車人員 |
| ------------------ | ---------------- |
| 2016年（平成28年） | 1,082            |
| 2017年（平成29年） | 1,073            |
| 2018年（平成30年） | 1,040            |
| 2019年（令和元年） | 1,018            |
| 2020年（令和02年） | 806              |

## 駅周辺
周囲はJR九州と他2社で最初開発された住宅地でマンションが多い。
- 福岡市立舞松原小学校
- 福岡市立青葉小学校
- 福岡市立青葉中学校
- 福岡市立東福岡特別支援学校
- サニー舞松原店（スーパーマーケット）

## 隣の駅
九州旅客鉄道（JR九州）
 香椎線
香椎神宮駅（JD07） - 舞松原駅（JD08） - 土井駅（JD09）